# Cassard (1931)
Cassard var en av sex jagare (contre-torpilleurs) av Vauquelin-klass som byggdes för den franska flottan under 1930-talet. Fartyget togs i tjänst 1933 och tillbringade större delen av sin karriär i Medelhavet. Under det spanska inbördeskriget 1936-1939 var hon ett av de fartyg som hjälpte till att upprätthålla icke-interventionsavtalet. När Frankrike förklarade krig mot Tyskland i september 1939 tilldelades alla Vauquelin-klass jagare till högsjöstyrkorna (Forces de haute mer (FHM)) som hade till uppgift att eskortera franska konvojer och stödja de andra kommandona efter behov. Cassard sattes kortvarigt in för att leta efter tyska ytfartyg och blockadbrytare i slutet av 1939 och början av 1940, men återvände till Medelhavet i tid för att delta i Operation Vado, en attack mot italienska kustanläggningar efter Italiens inträde i kriget i juni.
Vichyfrankrike reformerade FHM efter den franska kapitulationen i juni. Fartyget sänktes i Toulon när tyskarna ockuperade Vichyfrankrike i november 1942. Fartyget bärgades inte i någon större utsträckning under kriget och vraket skrotades 1950.

## Design och beskrivning

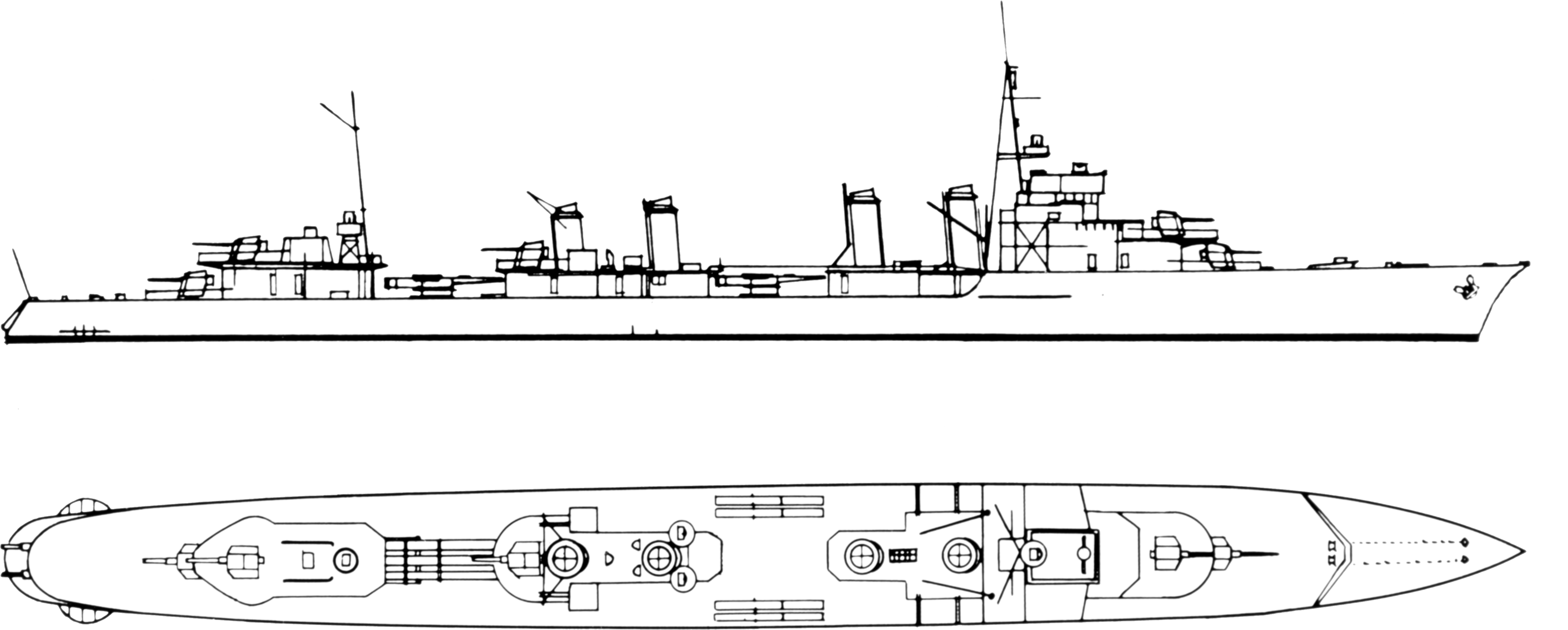
Planritning över en Vauquelin-klass jagare

Fartygen i Vauquelin-klassen konstruerades som förbättrade versioner av de tidigare jagarna i Aigle-klassen. De hade en total längd på 129,3 meter, en bredd på 11,8 meter, och ett djupgående på 4,97 meter. Fartygens deplacement var 2 441 ton vid standardlast och 3 120 ton vid fullast. De drevs av två växlade ångturbiner som var och en drev en propelleraxel med ånga från fyra Du Temple-pannor. Turbinerna var konstruerade för att producera 64.000 hästkrafter (47.000 kW; 63.000 shp), vilket kunde driva fartygen i 36 knop (67 km/h). Under sjötesterna den 26 augusti 1933 gav Cassards Parsons-turbiner 76 833 PS (56 511 kW; 75 782 shp) och hon nådde 38,4 knop (71,1 km/h) under en timme. Fartygen medförde tillräckligt med bränsle för att ge dem en räckvidd på 3 000 nautiska mil (5 600 km) vid 14 knop (26 km/h). Besättningen bestod av 10 officerare och 201 sjömän i fredstid och 12 officerare och 220 man i krigstid.
Vauquelin-klassens huvudbestyckning bestod av fem 13,9 cm kanoner av modell 1927 i enkla skyddade fästen, ett par för och akter om överbyggnaden och den femte kanonen bakom den aktre skorstenen. Deras luftvärn bestod av fyra 37-millimeters Modèle 1927-kanoner i enkelmontage placerade midskepps och två tvillingmontage för 13,2-millimeters Hotchkiss Modèle 1929-kulsprutor på fördäcket bredvid bryggan. Fartygen hade två tvillingfästen för 55 cm torpedtuber över vattnet, ett par på varje bredsida mellan varje par skorstenar samt ett trippelfäste akter om det bakre paret skorstenar som kunde avfyras åt båda sidor. Ett par sjunkbombsrälsar var inbyggda i aktern; dessa rymde totalt sexton 200-kilos sjunkbomber, med ytterligare åtta i reserv. De var också utrustade med ett par sjunkbombskastare, en på varje sida jämsides med de akterliga skorstenarna, för vilka de hade ett dussin 100 kilogram sjunkbomber. Fartygen kunde utrustas med räls för att släppa 40 Breguet B4 530 kilogram sjöminor.

### Modifikationer
Sjunkbombskastarna togs bort 1936 och fler 200-kilos sjunkbomber fördes med i stället. Marinen omprövade sin taktik för ubåtsjakt efter krigsutbrottet i september och avsåg att återinföra sjunkbombskastarna, även om dessa var av en äldre modell än den som tidigare installerats; Cassard fick sin i maj 1940 i Toulon. Hon medförde nu 24 tunga sjunkbomber och 16 av de 100 kilogram tunga. Samtidigt installerades ett par Browning 13,2-millimeters kulsprutor på akterdäck. Under fartygets luftvärnsombyggnad i slutet av 1941 ersattes stormasten av en plattform för en dubbelmonterad 37-millimeters och två av hennes 37-millimeters enkelmonterade kanoner överfördes till plattformen medan de andra två enkelkanonerna togs bort. Hotchkiss-kulsprutorna flyttades till nya plattformar mellan skorstenarna och Brownings placerades framför bron. Cassard fick ett brittiskt Alpha 128 ASDIC-system i december 1941 som hade tagits från ett annat fartyg.

## Konstruktion och tjänstgöring
Cassard, uppkallad efter 1600-talsbefälhavaren Jacques Cassard, beställdes den 1 februari 1930 från Ateliers et Chantiers de Bretagne som en del av 1929 års flottprogram. Hon kölsträcktes på varvet i Nantes den 12 november 1930, sjösattes den 8 november 1931 och togs i tjänst den 7 oktober. Tjänstgöringen försenades av sex månader långa reparationer av huvudväxellådorna.
När Vauquelin-klassen togs i tjänst tilldelades de den 5:e och den nybildade 6:e lätta divisionen (Division légère (DL)) som senare ombetecknades till spaningsdivisioner (Division de contre-torpilleurs). Cassard och hennes systerfartyg Tartu och Chevalier Paul tilldelades den 5:e DL i gruppen av stora jagare (Groupe de contre-torpilleurs (GCT)) i den 3:e eskadern (3e Escadre), baserad i Toulon. Efter det spanska inbördeskrigets utbrott i juli 1936 fick contre-torpilleurs och jagare i Medelhavet i uppdrag att hjälpa franska medborgare i Spanien och att patrullera de övervakningszoner som Frankrike tilldelats varje månad med början den 24 september som en del av icke-interventionsavtalet.
GCT återgick till sin tidigare beteckning som 3:e lätta skvadronen den 15 september. Från och med den 1 oktober 1936 tillhörde Chevalier Paul, Tartu och Vauquelin den 5:e lätta divisionen medan Cassard, Maillé Brézé och Kersaint tillhörde den 9:e, vilka båda tillhörde Medelhavsskvadronen. Den 9:e DL deltog i en flottuppvisning som hölls av marinminister Alphonse Gasnier-Duparc i Brest den 27 maj 1937. Följande år seglade Medelhavseskadern i östra Medelhavet i maj-juni 1938; eskadern ombetecknades till Medelhavsflottan (Flotte de la Méditerranée) den 1 juli 1939.

### Andra världskriget
Den 27 augusti, i väntan på krig med Nazityskland, planerade den franska flottan att omorganisera Medelhavsskvadronen till FHM med tre skvadroner. När Frankrike förklarade krig den 3 september beordrades omorganisationen och 3:e lätta skvadronen, som inkluderade 5:e och 9:e spaningsdivisionerna med alla fartyg av Vauquelin-klass, tilldelades 3:e skvadronen som överfördes till Oran, franska Algeriet, den 3 september. Den 9:e spaningsdivisionen med Cassard, Kersaint och Maillé Brézé tilldelades eskortuppgifter fram till april 1940, även om det förstnämnda fartyget var avdelat (12 november-21 januari 1940) till Force X i Atlanten som hade till uppgift att söka efter tyska ytfartyg och blockadbrytare. Därefter återvände Cassard till sin spaningsdivision som hade återvänt till Toulon under hennes utplacering. Hon överfördes till 5:e scoutdivisionen i början av juni. I väntan på en italiensk krigsförklaring planerade Medelhavsflottan att attackera installationer på den italienska kusten. Efter krigsförklaringen den 10 juni var Cassard och resten av 5:e spaningsdivisionen bland de fartyg som beordrades att attackera mål i Vado Ligure den 14 juni. Jagaren fick i uppdrag att beskjuta fabriker i staden. Två italienska MAS-båtar på patrull försökte attackera de franska fartygen, men bara en kunde avfyra en torped innan de drevs iväg med lätta skador av den franska elden. Skadebedömningar efteråt avslöjade att liten skada hade orsakats trots att över 1 600 skott av alla kalibrar hade avfyrats.

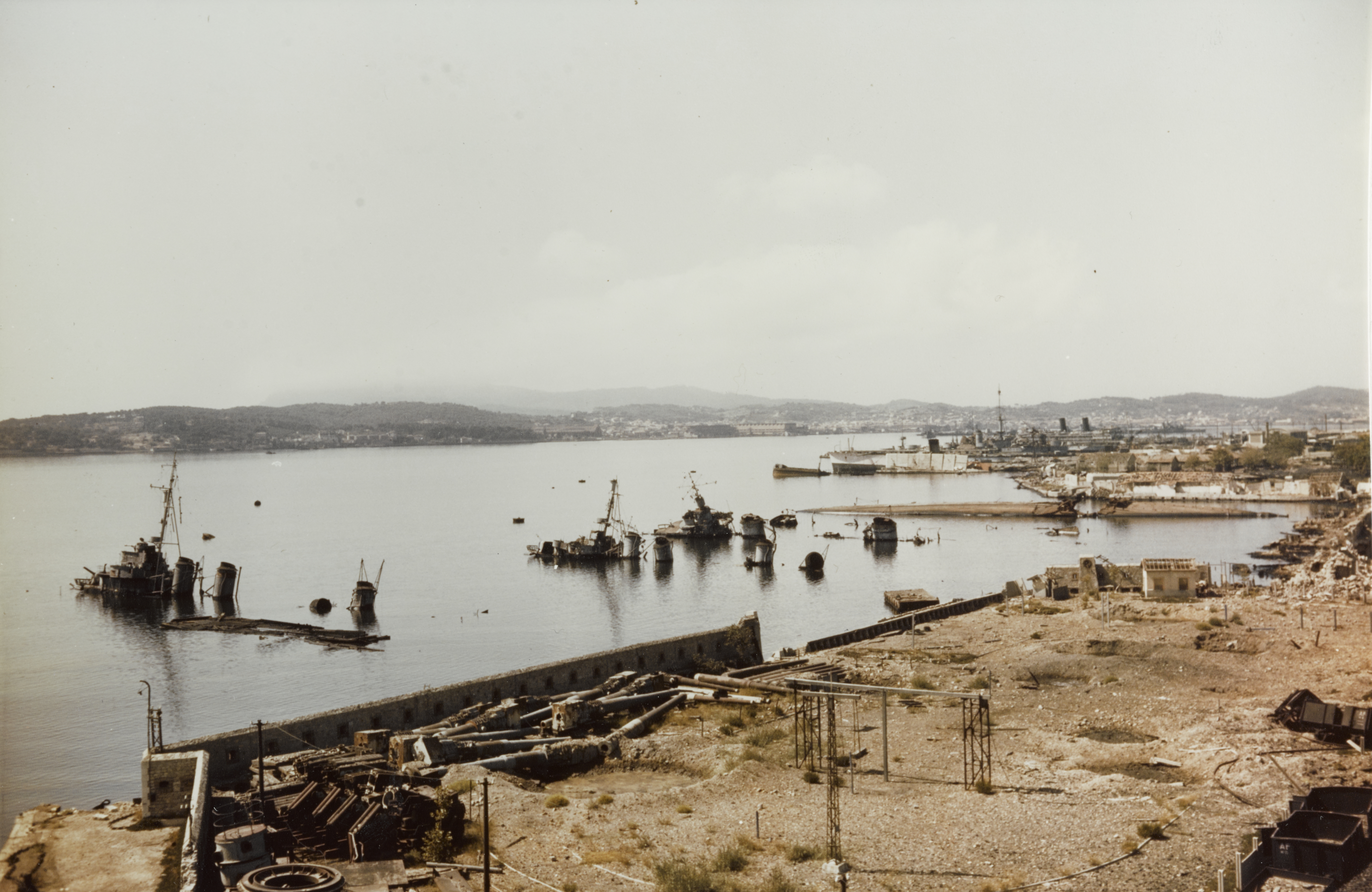
En vy över Toulons hamn i slutet av 1944, med blicken ned längs Quai Noël. Från vänster till höger: Tartu, Cassard och L'Indomptable (alla sänkta på högkant), Vautour (nästan helt nedsänkt) och Aigle (kapsejsad och sprängd i två delar). I mitten till höger syns det gamla slagskeppet Condorcet.

Efter den franska kapitulationen den 22 juni anföll Royal Navy fartygen i Mers-el-Kébir, franska Algeriet, den 3 juli för att förhindra att de överlämnades till tyskarna. För att undvika en attack mot fartygen som var baserade i Oran i närheten styrde de mot Toulon och Cassard var ett av de fartyg som mötte upp dem på vägen och eskorterade dem till Toulon. Vichyfrankrike reformerade FHM den 25 september efter att ha förhandlat fram regler som begränsade styrkans aktiviteter och antal med de italienska och tyska vapenstilleståndskommissionerna. Cassard var det enda fartyget i sin klass som tilldelades styrkan och var en av dess eskorter när de gjorde en träningsresa i västra Medelhavet den 16-18 oktober. Efter att de allierade invaderat franska Libanon och Syrien i juni 1941 transporterade Cassard, Tartu och den tunga kryssaren Foch en infanteribataljon från Alger, franska Algeriet, till Marseille som skulle förstärka Levanten mellan den 30 juni och 1 juli. När tyskarna försökte erövra de franska fartygen i Toulon den 27 november 1942 sänktes fartyget av sin besättning. Tyskarna gjorde ett försök att bärga henne i slutet av 1943, men gav upp försöket. Cassards vrak skadades av en allierad bomb den 7 mars 1944 och det skrotades slutligen på plats under 1950.